# Carmichaelia muritai
Carmichaelia muritai là một loài thực vật có hoa trong họ Đậu. Loài này được (A.W. Purdie) Heenan miêu tả khoa học đầu tiên năm 1998.